# مهران کریمی ناصری
مهران کریمی ناصری (۱۳۱۵ – ۲۱ آبان ۱۴۰۱) که به سر آلفرد مهران نیز معروف است پناهنده ایرانی بود که در فرانسه سکونت داشت. او از ۸ اوت ۱۹۸۸ تا اوت ۲۰۰۶ در ترمینال 2F فرودگاه شارل دوگل پاریس زندگی کرد و چندین روز پیش از مرگ به آن‌جا بازگشت. زندگی‌نامه او در سال ۲۰۰۴ به صورت کتابی به‌نام  مرد ترمینال منتشر شد. داستان ناصری الهام‌بخش فیلم کمدی-درام ترمینال (۲۰۰۴) ساختهٔ استیون اسپیلبرگ بود.

## زندگی
مهران کریمی ناصری در شهرک شرکت نفت ایران و انگلیس واقع در مسجد سلیمان زاده شد. پدرش عبدالکریم، پزشک بود که در این شرکت کار می‌کرد و مادرش یک پرستار اسکاتلندی بود که در همان محل کار می‌کرد.
او در جستجوی مادرش به اروپا سفر کرد. او در سپتامبر ۱۹۷۳ وارد بریتانیا شد تا دوره سه ساله مطالعات یوگسلاوی را در دانشگاه برادفورد بگذراند. وی سپس چند سال در بلژیک زندگی کرد و از کشورهایی مانند بریتانیا، هلند و آلمان به دلیل نداشتن مدارک صحیح مهاجرت اخراج شد و در نهایت در ۱۹۸۸ به فرانسه رفت و تا اوت ۲۰۰۶ بخاطر مشکلات دیپلماتیک در بخش ترانزیت فرودگاه شارل دوگل پاریس گرفتار شده بود و آنجا را تبدیل به خانه خود کرد. او در این مدت روی نیمکت‌های فرودگاه زندگی می‌کرد و وسایل خود را در چرخ‌دستی‌های فرودگاه در کنار خود می‌گذاشت. مهران کریمی وقت خود را با خواندن روزنامه و مجله و نوشتن خاطرات روزانه می‌گذراند.
در سال ۱۹۹۹ یک وکیل فرانسوی موفق شد برای او اجازهٔ اقامت بگیرد. اما او با این استدلال که «من مهران کریمی ناصری نیستم بلکه سر آلفرد مهران هستم و ایرانی هم نیستم!» از امضای مدارک سر بازمی‌زند. پس از آن به‌خاطر ابتلا به بیماری به بیمارستان منتقل شد. وی کتابی به انگلیسی به نام مرد ترمینال نوشته‌است که در آن به شرح سرگذشت‌اش می‌پردازد.

## درگذشت
ناصری قبل از ظهر روز شنبه ۱۲ نوامبر ۲۰۲۲ در ۸۶ سالگی درحالی‌که چند هفته پیش از آن به فرودگاه شارل دوگل پاریس بازگشته بود در ترمینال 2F آن فرودگاه به مرگ طبیعی درگذشت. پس از مرگ او چندین هزار یورو در وسایل وی پیدا شد.

## در فرهنگ عامه
شخصیت تام هنکس در کمدی-درام ترمینال (۲۰۰۴) به کارگردانی استیون اسپیلبرگ الهام‌گرفته از زندگی ناصری است. اما نه در مواد تبلیغاتی، نه در دی‌وی‌دی و نه در وب‌سایت فیلم از ناصری به عنوان الهام‌بخش یاد نکرده‌اند. در سپتامبر ۲۰۰۳ نیویورک تایمز اشاره کرد که استیون اسپیلبرگ حقوق داستان زندگی او را به عنوان مبنایی برای فیلم ترمینال خریده‌است. گاردین می‌گوید که شرکت سازنده دریم‌ورکس اسپیلبرگ ۲۵۰ هزار دلار آمریکا برای حق انتشار به ناصری پرداخت کرده و گزارش می‌دهد که از سال ۲۰۰۴ او پوستر تبلیغاتی فیلم اسپیلبرگ را حمل می‌کرد در حالی که با آن چمدان کنار نیمکت‌اش را پوشانده بود. ناصری در مورد ترمینال بسیار هیجان‌زده بود اما بعید بود که او فرصتی برای دیدن آن در سینما را داشته باشد.
این فیلم باعث توجه رسانه‌ها به او شد. به گونه‌ای که در یک مقطع زمانی مهران کریمی ناصری روزانه تا شش مصاحبه انجام می‌داد. ناصری با پولی که از فیلم ترمینال گرفت در یک خوابگاه زندگی کرد.